# Lovin’ You (Shanice-dal)
A Lovin’ You című dal Shanice amerikai R&B énekes 1992. augusztus 11-én megjelent kislemeze. A dal eredetijét 1974-ben Minnie Riperton vitte sikerre, mely szintén nagy sikernek örvendett akkoriban. A Shanice-féle változat 59. helyezett lett az R&B slágerlistán, valamint az Egyesült Királyságban is 54. helyet érte el. A dal videóklipjét egy tengerparton forgatták. A dalt 2005-ben újra felvették, és szerepel Shanice 2006-os Every Woman Dreams című albumán.

## Megjelenések
CD Single  Motown – 860 071-2
1. Lovin’ You (Single Version) 4:01
2. I Love Your Smile (Driza Bone Single Remix) 3:50 Remix, Producer [Additional] – Driza Bone
3. I Love Your Smile (Driza Bone Club Remix) 4:21 Remix, Producer [Additional] – Driza Bone
4. Lovin’ You (Instrumental) 3:50

CD Single  Motown – 860 074-2
1. Lovin’ You (LP Version) 3:57
2. Lovin’ You (Instrumental Version) 3:50

### Slágerlista
| Slágerlista (1992)        | Legjobb helyezés |
| ------------------------- | ---------------- |
| Billboard Hot R&B Singles | 59               |
| UK Singles Chart          | 54               |

## Közreműködő előadók
- Vezető producer – Jheryl Busby, Narada Michael Walden
- Producer – Narada Michael Walden
- Írta – Jarvis Baker (dalok: 2, 3), Minnie Riperton (dalok: 1, 4), Narada Michael Walden (dalok: 2, 3), Richard Rudolph (dalok: 1, 4), Shanice Wilson (dalok: 2, 3), Sylvester Jackson (dalok: 2, 3)